# Rourea mimosoides
Rourea mimosoides är en tvåhjärtbladig växtart som först beskrevs av Vahl, och fick sitt nu gällande namn av Jules Émile Planchon. Rourea mimosoides ingår i släktet Rourea och familjen Connaraceae. Inga underarter finns listade i Catalogue of Life.